# Матвеев, Александр Иванович (борец)
Алекса́ндр Ива́нович Матве́ев (род. 27 июня 1951) — советский борец вольного стиля, призёр чемпионатов СССР, чемпион Европы, мастер спорта СССР международного класса (1975). Увлёкся борьбой в 1968 года. В 1971 году выполнил норматив мастера спорта СССР. Участник 10 чемпионатов СССР. Оставил большой спорт в 1981 году. Судья международной категории. Старший тренер отделения вольной борьбы СДЮСШОР № 1 Фрунзенского района Санкт-Петербурга.

## Спортивные результаты
- Чемпионат СССР по вольной борьбе 1972 года — ;
- Чемпионат СССР по вольной борьбе 1973 года — ;